# الشرية (الصومعة)

تعديل مصدري - تعديل

الشرية هي إحدى قرى عزلة القيسين بمديرية الصومعة التابعة لمحافظة البيضاء، بلغ تعداد سكانها 99 نسمة حسب تعداد اليمن لعام 2004.